# Major Atmospheric Gamma-ray Imaging Cherenkov Telescope
« MAGIC » redirige ici. Pour les autres significations, voir Magic.
Le Major Atmospheric Gamma-ray Imaging Cherenkov Telescope (en anglais « Grand télescope Tcherenkov d'imagerie des rayons gamma atmosphériques), en abrégé le télescope MAGIC, est un observatoire d'astronomie gamma au sol (observation des rayons gamma) situé à l'Observatoire du Roque de los Muchachos de La Palma, dans les îles Canaries. MAGIC est composé de deux télescopes de type réflecteur optique de 17 mètres de diamètre utilisant la technique d'imagerie Tcherenkov atmosphérique.

Dans une première phase (de 2005 à 2009) MAGIC n'avait qu'un seul télescope. MAGIC phase-II fait référence à l'observatoire amélioré avec le déploiement d'un deuxième télescope de 17 m de diamètre à 85 mètres du premier (en opération depuis avril 2009). Les télescopes de MAGIC étaient les plus grands télescopes de ce type en opération jusqu'aux démarrage du cinquième télescope de l'expérience HESS en 2014.
La détection des rayons gamma d'énergie supérieure à 30 GeV se fait indirectement par la détection de gerbes de particules provoquées par l'entrée d'un rayon gamma de haute énergie dans l'atmosphère terrestre.

Le rayon gamma interagit avec l'atmosphère et produit une gerbe électromagnétique (cascade de particules ultra-relativistes). Les particules de la gerbe émettent de la lumière par effet Tcherenkov, en raison de leur vitesse plus grande que celle de la lumière dans l'air. Cette lumière bleutée est détectée au niveau du sol par les télescopes de MAGIC.
Les principaux autres observatoires gamma de très haute énergie sont les télescopes à imagerie Tcherenkov HESS et VERITAS, ainsi que la mission spatiale Fermi Gamma-ray Space Telescope, lancée en juin 2008.

## Objectif scientifique
Détection et étude des sources de rayons gamma de très haute énergie :
- Noyau actif de galaxie
- Rémanent de supernova
- Trou noir
- Pulsar
- Sources non identifiées de EGRET et Fermi
- Sursaut gamma
- Annihilation de matière noire

## Principaux résultats
- Détection du premier pulsar avec une énergie > 25 GeV (le pulsar du Crabe)[1]
- Détection de la galaxie active la plus éloignée émettant des rayons gamma d'énergie >100GeV (3C 279) permettant de sonder la transparence de l'univers à ces énergies extrêmes[2].

## Design
Système de deux télescopes identiques:
- Miroir parabolique de 240 m2.
- Distance focale : 17 m
- Le champ de vision : 3,5 degrés (environ 1000 pixels).
- Système de numérisation : 2 GHz (2 milliards d'images par seconde).
- Poids total d'un télescope : 40 tonnes
- Le domaine d'énergie couvert : entre 30 GeV et 30 TeV.
- Temps de réaction pour observer n'importe quel point du ciel : 20-40 secondes

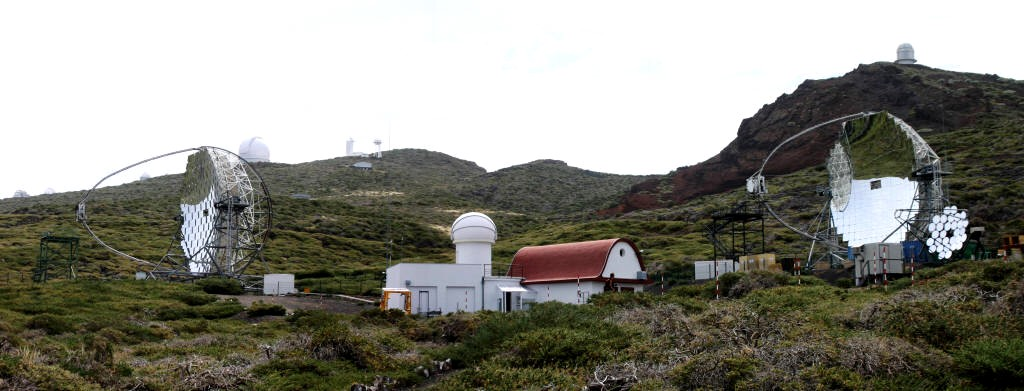
Magic I (à gauche) et Magic II.